# Pierre Perdigon
Pierre Perdigon né le 10 décembre 1940 à Lyon est un organiste français.

## Carrière
Il fait des études musicales au conservatoire de Lyon (orgue, composition musicale) et de 1964 à 1970, travaille avec Marie-Claire Alain. Il suit des cours à l'académie d'orgue de Haarlem avec Anton Heiller et Luigi Ferdinando Tagliavini. En 1970, il remporte le premier prix au Concours international de Arnhem. Il obtient entretemps un doctorat en physique et une licence en musicologie. De 1979 à 1981, il enseigne l'orgue au conservatoire de Marseille, puis en 1982, au Conservatoire de Grenoble et également aux académies d'été de Bayreuth, Saint-Dié, San Sebastian. Il est organiste titulaire de l'église Saint-Louis de Grenoble.

## Source
- Alain Pâris Dictionnaire des interprètes Bouquins/Laffont 1989 p. 678